# Stanfieldiella
Stanfieldiella Brenan – rodzaj roślin z rodziny komelinowatych. Obejmuje cztery gatunki występujące w środkowej Afryce.
Nazwa rodzaju honoruje Dennisa Stanfielda, żyjącego w latach 1903–1971 brytyjskiego taksonomisty, podróżnika i kolekcjonera roślin Nigerii.

## Morfologia
PokrójWieloletnie rośliny zielne.
LiścieUlistnienie skrętoległe, blaszki liściowe ogonkowe.
KwiatyWyrastają w dwurzędkach, pojedynczych lub zebranych do kilku w tyrs, wyrastający z kątów  liści lub wierzchołkowo na pędzie. Okwiat promienisty. Listki zewnętrznego okółka wolne, niemal tej samej wielkości, zwykle gruczołowato omszone. Listki wewnętrznego okółka wolne, równej wielkości. Sześć pręcików niemal równej wielkości, o nagich nitkach. Zalążnia trójkomorowa.
OwoceTorebki, zawierające od 2 do 10 nasion w każdej komorze.

## Genetyka
Liczba chromosomów 2n wynosi 22, 24(?) lub 44.

## Systematyka
Pozycja systematycznaRodzaj z plemienia Commelineae podrodziny Commelinoideae w rodzinie komelinowatych (Commelinaceae).
Wykaz gatunków
- Stanfieldiella axillaris J.K.Morton
- Stanfieldiella brachycarpa (Gilg & Ledermann ex Mildbr.) Brenan
- Stanfieldiella imperforata (C.B.Clarke) Brenan
- Stanfieldiella oligantha (Mildbr.) Brenan